# イアン・ムーア
イアン・ムーア（Ian Moore, 1954年6月15日 - ）は、日本を中心に活動するイギリス人の俳優、モデル、タレント。イングランド・ダラム出身。
ロンドン・スクール・オブ・エコノミクス卒。リミックス所属

## 来歴・人物
父はアイルランド系、母はスコットランド系。妻は日本人で、その間に娘と息子がいる。
特技は日本語で、『奇跡体験!アンビリバボー』『ザ!世界仰天ニュース』などの再現ドラマでは多く主演を務めている。

## 出演

### テレビドラマ
- ドールハウス（2004年） - ホワイト国務長官 役
- 時効警察 最終回「さよならのメッセージは別れの言葉とは限らないと言っても過言ではないのだ!」（2006年、テレビ朝日） - リチャード・チェンバレン 役
- 松本清張・最終章 わるいやつら 第3話「悪女が牙をむく!」（2007年、テレビ朝日） - 槇村隆子の取引先
- ハゲタカ（2007年、NHK） - アルバート・クラリス 役
- CHANGE（2008年、フジテレビ） - 駐日フランス大使
- 課長島耕作2 香港の誘惑（2008年、日本テレビ）
- 華麗なるスパイ（2009年、日本テレビ） - 駐日イタリア大使
- 外事警察（2009年、NHK） - ジム・コンラッド
- オトメン（乙男）〜秋〜 第2話（2009年10月20日、フジテレビ） - セントラルテキサス高校の理事長
- 大河ドラマ（NHK）
  - 篤姫（2008年） - モリソン号船長 役
  - 龍馬伝（2010年） - ロバート・プルイン 役
  - 青天を衝け（2021年） - ハリー・パークス 役
- 外交官 黒田康作（2011年、フジテレビ） - イーサン・ゴールドマン 役
- 海賊戦隊ゴーカイジャー（2011年、テレビ朝日） - 大統領
- 鴨、京都へ行く。-老舗旅館の女将日記- 第10話（2013年6月11日、フジテレビ） - ジェームス・ハワード 役
- 黒い福音〜国際線スチュワーデス殺人事件〜(2014年1月19日、テレビ朝日)
- 隠蔽捜査 第6話（2014年2月17日、TBS） - ジョン・ストリングフィールド 役
- デスノート 第1話（2015年7月5日、日本テレビ） - リンド・L・テイラー 役
- 破裂 第5話 - 第6話（2015年11月7日 - 14日、NHK） - ライアン教授 役
- OUR HOUSE 第7話（2016年5月29日、フジテレビ） - アリスの父 役
- OLですが、キャバ嬢はじめました（MBS・TBS系、2016年6月 - 7月） - スティーブ
- ドクターX〜外科医・大門未知子〜（2016年） - ジョン・スターキー教授 役
- THE LAST COP/ラストコップ 第9話（2016年、日本テレビ） - フランク
- ザ・プレミアム　時空超越ドキュメンタリードラマ「江戸城無血開城」(2017年1月1日、NHK BSプレミアム）
- ミス・シャーロック 第6話（2018年、Hulu） - ジェームス教授 役
- ただいま 大須商店街（2019年1月2日、東海テレビ[注 1]） -  フレデリック・スチュアート 役[1]
- 人生が楽しくなる幸せの法則 第2話（2019年、読売テレビ） - アイザック・ベネット社長 役
- ハル〜総合商社の女〜（2019年） - クラーク・ターナー 役
- ミス・ジコチョー〜天才・天ノ教授の調査ファイル〜（2019年） - ロジャー博士 役
- 課長バカ一代（2020年）
- 日曜プライム 西村京太郎トラベルミステリー72（2020年） ‐ カール・シュミット 役
- 半沢直樹（2020年版）第3話（2020年8月2日、TBS） - ジョン・ハワード 役
- ゲキカラドウ 第9話（2021年3月4日、テレビ東京）
- トーキョー製麺所 最終話（2021年10月13日、毎日放送 / TBS） - 茶島 役[2]
- 倫敦ノ山本五十六（2021年） - アルフレッド・チャット・フィールド 役
- 七人の秘書 SP（2022年） - マイク・ウィーバー 役
- ブラックペアン シーズン2 第1話（2024年7月7日、TBS） - モラン教授 役
- 離婚弁護士 スパイダー〜慰謝料争奪編〜 第1話（2024年10月5日、日本テレビ） - 神父 役

### バラエティ
- ネプ&イモトの世界番付（2011年 - 、日本テレビ）
- AKB48 SHOW!（2013年10月5日 - 、NHK・BSプレミアム）
  - AKB白熱教室の講師として出演。

### 映画
- 電車男（2005年）
- 長州ファイブ（2006年） - エイベル・ガウワー
- こほろぎ嬢（2007年）
- ROBO☆ROCK（2007年） - イガイニヒヨワナカミサマ
- 子猫の涙（2008年）
- 明日への遺言（2008年）
- スカイ・クロラ The Sky Crawlers（2008年） - 公線 ※声優として出演
- ASSAULT GIRLS（2009年） - ゲームマスター
- DOG×POLICE 純白の絆（2011年） - スティーブ・ジャブス
- 天心（2013年） - アーネスト・フェノロサ
- リトル・フォレスト冬編（2015年） - ウィリアム
- 秘密 THE TOP SECRET（2016年） - 神父
- 劇場版 仮面ライダーゴースト 100の眼魂とゴースト運命の瞬間（2016年） - チャールズ・ダーウィン
- 海賊とよばれた男（2016年） - レスリー・ディクソン
- 新聞記者 （2019年）- ジム
- スペシャルアクターズ（2019年） - ビッグボス
- ザ・ファブル（2020年）
- 愛なのに（2022年） - 神父 役

### CM
- ナビタイムジャパン NAVITIME
- アース製薬 ブラックキャップ（ゴキブリ駆除）
- エステー 洗浄力「地球を救う力」篇

### PV
- SOUL'd OUT 「Singin' My Lu」（2012年8月1日、SME Records）

### ショートムービー
- SOUL'd OUT 「"Singin' My Lu" Inspired Movie "THE LAST GUEST"」（2012年8月1日、SME Records）

### ゲーム
- サルゲッチュ ミリオンモンキーズ(サルゲッチュシリーズ)（2006年） - たいサルちきゅうぼうえいせんせんだいひょう
- メタルギアソリッドV ファントムペイン（2015年） - 主治医